# L'Île-d'Elle
L'Île-d'Elle là một xã ở tỉnh Vendée trong vùng Pays de la Loire, Pháp. Xã này có diện tích 19,09 kilômét vuông, dân số năm 2006 là 1393 người. Xã này nằm ở khu vực có độ cao trung bình 4 mét trên mực nước biển.
Danh xưng dân địa phương trong tiếng Pháp là Nellezais.

## Biến động dân số
| Năm | 1962  | 1968  | 1975  | 1982  | 1990  | 1999  | 2006  |
| --- | ----- | ----- | ----- | ----- | ----- | ----- | ----- |
| Dân số | 1 451 | 1 459 | 1 412 | 1 357 | 1 352 | 1 359 | 1 393 |
| From the year 1962 on: No double counting—residents of multiple communes (e.g. students and military personnel) are counted only once. |       |       |       |       |       |       |       |